# 龍江省
龍江省，是滿洲國的省份之一，省會齊齊哈爾市。其省域為今黑龍江省齊齊哈爾市、大慶市及吉林省白城市。

## 歷史
大同元年（1932年）12月，滿洲國行省制改革，分割黑龍江省為黑河省及龍江省。龍江省轄有齊齊哈爾市和龍江、泰來、泰康、景星、甘南、富商、林甸、依安、訥河、克山、明水、克東、拜泉、德都、嫩江、龍鎮、通北、大賚、突泉、安廣、鎮東、開通、瞻榆、洮南、洮安等縣。康德六年（1939年）6月1日，東北部的克山、明水、克東、拜泉、德都、依安、嫩江、北安、通北等縣劃屬北安省。康德十年（1943年）10月1日，醴泉縣劃屬興安總省。康德十二年（1945年）8月1日，黑河省嫩江縣來隸。
中國抗日戰爭勝利後，為免和黑龍江省混淆，改稱為嫩江省。

### 历任省长
- 申振先

## 地理
全省總面積為62482平方公里，康德七年（1940年）人口調查為209.3萬人。
周圍鄰省分別為東北界北安省，東界濱江省，東南界吉林省、四平省，西界興安總省。

## 行政區劃
滿州國滅亡前，龍江省所轄之縣、市：
- 齊齊哈爾市，省會。1934年12月1日析龍江縣城區置。
- 龍江縣，舊屬黑龍江省，駐齊齊哈爾市。
- 景星縣，舊屬黑龍江省，駐景星村。
- 甘南縣，舊屬黑龍江省，為甘南設治局，駐甘南村。1933年10月1日改制縣。
- 富裕縣，舊屬黑龍江省，為富商設治局，駐隆昌鎮。1933年10月1日改制縣。
- 訥河縣，舊屬黑龍江省，駐訥河街。
- 林甸縣，舊屬黑龍江省，駐林甸村。
- 泰來縣，舊屬黑龍江省，駐泰來街。
- 鎮東縣，舊屬奉天省，駐鎮東村。
- 大賚縣，舊屬黑龍江省，駐大賚街。
- 安廣縣，舊屬奉天省，駐平安鎮，後遷治安廣街。
- 白城縣，舊屬奉天省，為洮安縣，駐白城子街。1938年5月12日易名。
- 嫩江縣，舊屬黑龍江省，駐嫩江街。1939年劃屬北安省。1945年8月1日復來屬。
- 洮南縣，舊屬奉天省，駐洮南街。
- 開通縣，舊屬奉天省，駐開通街。
- 瞻榆縣，舊屬奉天省，駐瞻榆街。
- 杜爾伯特旗，舊屬哲里木盟，1932年6月27日來屬。駐巴彥查干。
- 伊克明安旗，舊屬哲里木盟，1932年6月27日來屬。駐大泉。
- 泰康縣，舊屬黑龍江省，為泰康設治局，駐泰康街。1933年10月1日改制縣。1940年5月併入杜爾伯特旗。